# Inagaki Yuta
Yuta Inagaki (稲垣 雄太 Inagaki Yuta, sinh ngày 8 tháng 1 năm 1992) là một cầu thủ bóng đá người Nhật Bản thi đấu cho Fujieda MYFC.

## Sự nghiệp thi đấu
Yuta Inagaki gia nhập câu lạc bộ J3 League; FC Machida Zelvia năm 2014. Năm 2016, anh chuyển đến MIO Biwako Shiga, chuyển hoàn toàn vào tháng 1 năm 2017.

## Thống kê câu lạc bộ
Cập nhật đến ngày 8 tháng 3 năm 2018.
| Thành tích câu lạc bộ | Thành tích câu lạc bộ | Thành tích câu lạc bộ | Giải vô địch | Giải vô địch | Cúp                   | Cúp                   | Tổng cộng | Tổng cộng |
| Mùa giải              | Câu lạc bộ            | Giải vô địch          | Số trận      | Bàn thắng    | Số trận               | Bàn thắng             | Số trận   | Bàn thắng |
| Nhật Bản              | Nhật Bản              | Nhật Bản              | Giải vô địch | Giải vô địch | Cúp Hoàng đế Nhật Bản | Cúp Hoàng đế Nhật Bản | Tổng cộng | Tổng cộng |
| --------------------- | --------------------- | --------------------- | ------------ | ------------ | --------------------- | --------------------- | --------- | --------- |
| 2014                  | Machida Zelvia        | J3 League             | 11           | 0            | –                     | –                     | 11        | 0         |
| 2015                  | Machida Zelvia        | J3 League             | 3            | 0            | 0                     | 0                     | 3         | 0         |
| 2016                  | MIO Biwako Shiga      | JFL                   | 24           | 0            | 1                     | 0                     | 25        | 0         |
| 2017                  | MIO Biwako Shiga      | JFL                   | 22           | 4            | –                     | –                     | 22        | 4         |
| Tổng                  | Tổng                  | Tổng                  | 60           | 4            | 1                     | 0                     | 61        | 4         |